# Hieracium adspersum
Hieracium adspersum es una especie de planta con flor del género Hieracium, de la familia Asteraceae, orden Asterales.

## Distribución
Hieracium adspersum se distribuye por Noruega y Suecia.

## Taxonomía
Fue descrita científicamente por (Norrl.) Dahlst. Fue publicada en Acta Horti Berg. 2(4): 48 (1894).